# Chu Yuan
Chu Yuan, también conocido como Chor Yuen (楚原 | cantonés: Cho Yuen; mandarín: Chǔ Yuán) (Guangzhou, Guangdong, 8 de octubre de 1934-Hong Kong, 21 de febrero de 2022) fue un actor, guionista y director chino.

## Biografía
Fue hijo del famoso actor cinematográfico cantonés Cheung Wood Yau. Tras estudiar Química, Chu entró a trabajar en los estudios Tak Ngai Film Co. como guionista en 1956. Pronto pasó a los estudios Kong Ngee Co., donde fue ascendido a director técnico, codirector y finalmente realizador en 1958 con The Natural Son (también conocida como Grass By the Lake). 
En 1962 contrajo matrimonio con la famosa actriz Nam Hung y juntos fundaron la productora Rose Motion Picture Co., con la que realizaron una serie de películas escritas y dirigidas por él y protagonizadas y producidas por ella entre 1963 y 1967. El nombre de la compañía surgió del título de su primera película, Rose in Tears, también conocida como Tear-Laden Rose. Gracias a la película de artes marciales Cold Blade (realizado para los estudios Cathay en 1970) Chu atrajo la atención de los estudios Shaw Bros., para los que firmó un contrato en 1971. Allí dirigió películas como The House of 72 Tenants (1973) que le valió la admiración de la crítica. 
En 1976, inició para la compañía una larga serie de adaptaciones de novelas de espadachines escritas por Ku Lung y adaptadas por Chu bajo el pseudónimo de Chin Yu (秦雨), iniciada con Clanes asesinos, que le supuso el reconocimiento internacional.